# Reisenberg (Odenwald)
Der Reisenberg ist ein 567,8 m ü. NHN hoher Berg im Odenwald in der Gemarkung Reisenbach der Gemeinde Mudau im baden-württembergischen Neckar-Odenwald-Kreis, 250 Meter östlich des Ortsteils und 600 Meter südöstlich der Landesgrenze nach Hessen. Der Reisenberg ist überwiegend landwirtschaftlich genutzt. Nur der Nord- und der Osthang ist mit einem 200 Meter breiten Waldgürtel bedeckt, der die Aussicht auf den nahe gelegenen Nachbarort Oberscheidental im Osten versperrt.
Vom Westhang des Reisenbergs reicht der Blick über die etwa 20 Meter eingetiefte Sattelhöhe, in der Reisenbach liegt, zu dem rund 750 Meter entfernten Hart (581 m), auf dem sich der Fernmeldeturm Reisenbach erhebt. Auf der Nordseite schließt ein rund 500 Meter langer Bergrücken an den Reisenberg an, der zu dem (564 m) hohen Dickbuckel führt. 